# Echinomacrurus mollis
Echinomacrurus mollis és una espècie de peix de la família dels macrúrids i de l'ordre dels gadiformes.

## Morfologia
- Els mascles poden assolir 46,5 cm de llargària total.[4][5]

## Hàbitat
És un peix d'aigües profundes que viu entre 4000-6000 m de fondària.

## Distribució geogràfica
Es troba a l'Atlàntic nord.